# Fusão AFL-NFL
A Fusão AFL-NFL de 1970 foi a junção de duas poderosas ligas profissionais de futebol americano dos Estados Unidos: a National Football League (NFL) e a American Football League (AFL). A fusão deu um jeito de fundir as ligas, outrora rivais, mantendo o nome e o logo da "National Football League", se tornando uma das ligas mais populares e poderosas da América do Norte e do mundo.
Vários motivos levaram à fusão. Ambas as ligas possuíam sólida audiência e os lucros cresciam todos os anos. Contudo, a disputa por jogadores (especialmente os saídos do draft universitário) levou a crescimentos exacerbados de gastos com salários dos atletas, gerando forte inflação. Com o passar do tempo, a AFL e a NFL viram que uma fusão seria em benefício mútuo, principalmente na área financeira. Assim, em 1966, a fusão foi iniciada, sendo concretizada em 1970.

## História
A fusão entre a AFL (American Football League) e a NFL (National Football League) em 1970 ocorreu devido a pressões financeiras e competitivas que ambas as ligas enfrentaram na década de 1960. A AFL, fundada em 1960, desafiou diretamente a NFL, competindo por jogadores, fãs e atenção da mídia. Isso resultou em uma guerra de lances por jogadores, inflacionando os salários e criando instabilidade econômica em ambas as ligas. Essa rivalidade aumentava os custos e prejudicava a sustentabilidade de ambas as organizações.
Um fator crucial para a fusão foi a vantagem econômica que os proprietários da AFL tinham sobre os da NFL. A AFL conseguia oferecer salários mais altos e contratos atraentes, recrutando com sucesso talentos universitários como Billy Cannon. Essa disparidade financeira, junto com o desejo da NFL de acabar com os custos crescentes da competição, tornou a unificação vantajosa para ambas as partes.
O acordo de fusão, anunciado em 1966 e finalizado em 1970, trouxe mudanças significativas ao futebol profissional. Ambas as ligas mantiveram seus times e calendários, mas foram reorganizadas como conferências sob uma única entidade, a NFL. Um draft unificado foi criado, eliminando a competição por jogadores, e um jogo de campeonato—posteriormente conhecido como Super Bowl—foi instituído para coroar o campeão da liga, impulsionando a popularidade e a receita do esporte.
A fusão foi impulsionada não apenas por necessidade financeira, mas também por uma visão compartilhada de um futuro unificado e estável para o futebol profissional. Combinando recursos, estabelecendo um sistema único de draft e promovendo o Super Bowl como evento principal, a fusão garantiu o domínio da NFL nos esportes americanos e consolidou o futebol como um fenômeno cultural.

## O acordo
A NFL iniciou discussões para uma fusão entre as duas ligas por meio de um canal discreto: Tex Schramm, gerente geral do Dallas Cowboys desde 1960, entrou em contato secretamente com os proprietários da AFL, liderados por Lamar Hunt, de Kansas City, para perguntar se havia interesse em uma fusão. As negociações foram conduzidas sem o conhecimento de Al Davis, o novo comissário da AFL. Na noite de 8 de junho de 1966, os colaboradores anunciaram um acordo de fusão em Nova York. Sob o acordo:
- As duas ligas se combinariam para formar uma liga expandida com 24 times, que aumentaria para 26 times em 1969 e para 28 em 1970 ou logo depois. De qualquer forma, o Atlanta Falcons e o Miami Dolphins já estavam estabelecidos e prontos para começar a jogar na temporada de 1966, antes do anúncio da fusão em junho. As ligas acrescentariam o New Orleans Saints em 1967 e o Cincinnati Bengals em 1968, antes da fusão.
- Todas as franquias existentes seriam mantidas, e nenhuma seria deslocada para fora de suas áreas metropolitanas. O acordo também estipulava que nenhuma nova franquia seria colocada por qualquer uma das ligas nos mercados de mídia da outra. Os Oakland Raiders e os New York Jets pagariam indenizações aos San Francisco 49ers e aos New York Giants, respectivamente.
- Ambas as ligas realizariam um "Draft Comum" de jogadores universitários, encerrando efetivamente a guerra de ofertas entre as duas ligas pelos melhores prospectos universitários. O primeiro draft desse tipo ocorreu em meados de março de 1967. As ligas manteriam calendários de temporada regular separados até 1969, mas os jogos de pré-temporada interligas começariam em 1967.
- As ligas concordaram em jogar um Jogo de Campeonato Mundial AFL-NFL anual, que colocaria os campeões de cada liga frente a frente, começando em janeiro de 1967; este jogo eventualmente se tornaria conhecido como o Super Bowl. Diferente dos jogos de campeonato das ligas, que sempre eram sediados por uma das equipes participantes, o jogo de campeonato interligas seria realizado em um local predeterminado.
- As duas ligas se fundiriam oficialmente em 1970 para formar uma única liga com duas conferências, conhecida como National Football League. Regras unificadas seriam adotadas até 1970. Enquanto isso, as ligas concordaram em não adotar unilateralmente novas regras que se desviassem das regras estabelecidas do futebol americano profissional, embora a AFL fosse permitida a manter variações de regras preexistentes, como a conversão de dois pontos, até o fim de sua existência.
- A história e os registros da AFL seriam incorporados à liga mais antiga. Essencialmente, para todos os propósitos relevantes, as franquias da AFL seriam tratadas pela NFL como se tivessem ingressado na liga mais antiga na temporada em que começaram a jogar na AFL. A AFL aboliria imediatamente o cargo de Comissário da AFL e reconheceria o Comissário da NFL como o principal executivo do futebol profissional. Essa disposição encerraria os seis anos da AFL como uma liga independente.
- A NFL Films começaria a gravar imagens dos jogos da AFL a partir de 1968, sob uma nova divisão chamada "AFL Films", que nada mais era do que a equipe regular da NFL Films vestindo jaquetas diferentes.